# Patzité
Patzité är en kommunhuvudort i Guatemala.   Den ligger i departementet Departamento del Quiché, i den sydvästra delen av landet, 80 km väster om huvudstaden Guatemala City. Patzité ligger 2 313 meter över havet och antalet invånare är 1 003.
Terrängen runt Patzité är varierad. Runt Patzité är det tätbefolkat, med 331 invånare per kvadratkilometer. Närmaste större samhälle är Chichicastenango, 11,3 km öster om Patzité. I omgivningarna runt Patzité växer huvudsakligen savannskog.